# Mostímetre
El mostímetre és un areòmetre dissenyat per a determinar la concentració de sucres (glucosa i fructosa) en els mosts i preveure el grau alcohòlic de la beguda alcohòlica després de la fermentació. Entre els diferents models destaquen el mostímetre de Babo, dissenyat per l'enòleg austríac August Wilhelm von Babo, i el d'Oechsle dissenyat per l'alemany Christian Ferdinand Oechsle.